# Rainer Erdmann
Rainer Erdmann (* 19. März 1946 in Mannheim) ist ein ehemaliger deutscher Radrennfahrer und nationaler Meister im Radsport.

## Sportliche Laufbahn
Erdmann war zweifacher deutscher Bahnmeister. Er gewann 1972 den nationalen Titel im Zweier-Mannschaftsfahren mit Günter Haritz als Partner. 1973 war er im Tandemrennen mit Dieter Berkmann erfolgreich. Von 1966 bis 1973 gewann er bei den deutschen Bahnmeisterschaften insgesamt elf Medaillen in verschiedenen Disziplinen. Bei den UCI-Bahn-Weltmeisterschaften 1973 schied er im Finale der Hoffnungsläufe gegen Anatolij Jablunowskyj aus der Sowjetunion aus. Im Tandemrennen scheiterte er mit Dieter Berkmann im Viertelfinale. Bei der Weltmeisterschaft 1975 kam er bis ins Viertelfinale, wurde dort von Emanuel Raasch geschlagen. Erdmann war in seiner aktiven Zeit Mitglied im Verein RRC Endspurt 1924 Mannheim, dessen Ehrenmitglied er später wurde.

## Doping
1974 wurde Erdmann bei den deutschen Bahnmeisterschaften positiv auf ein Dopingmittel getestet und daraufhin aus dem Kader für die Bahn-Weltmeisterschaften gestrichen.